# Iglesia de la Concepción en Chiatamone

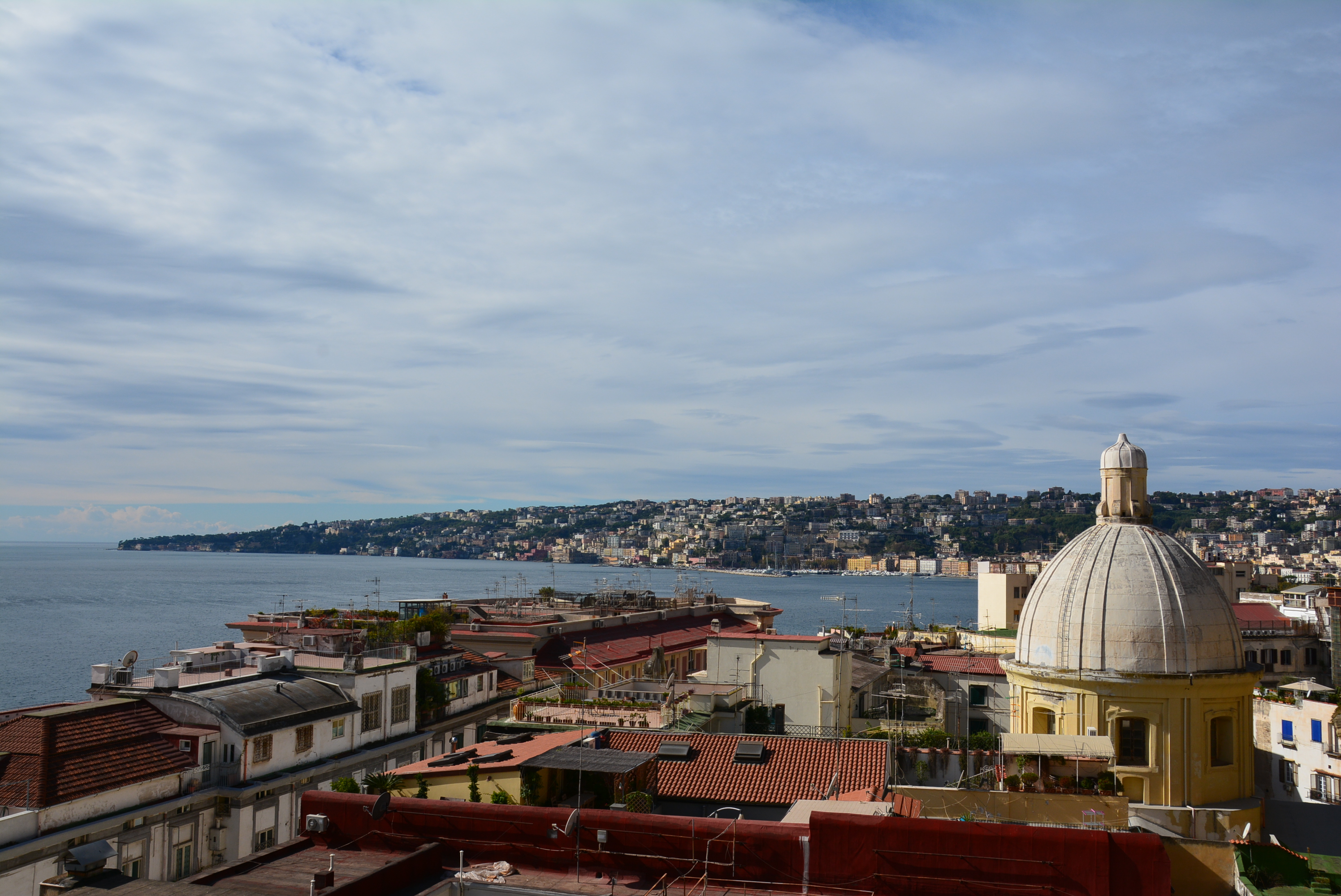
El domo

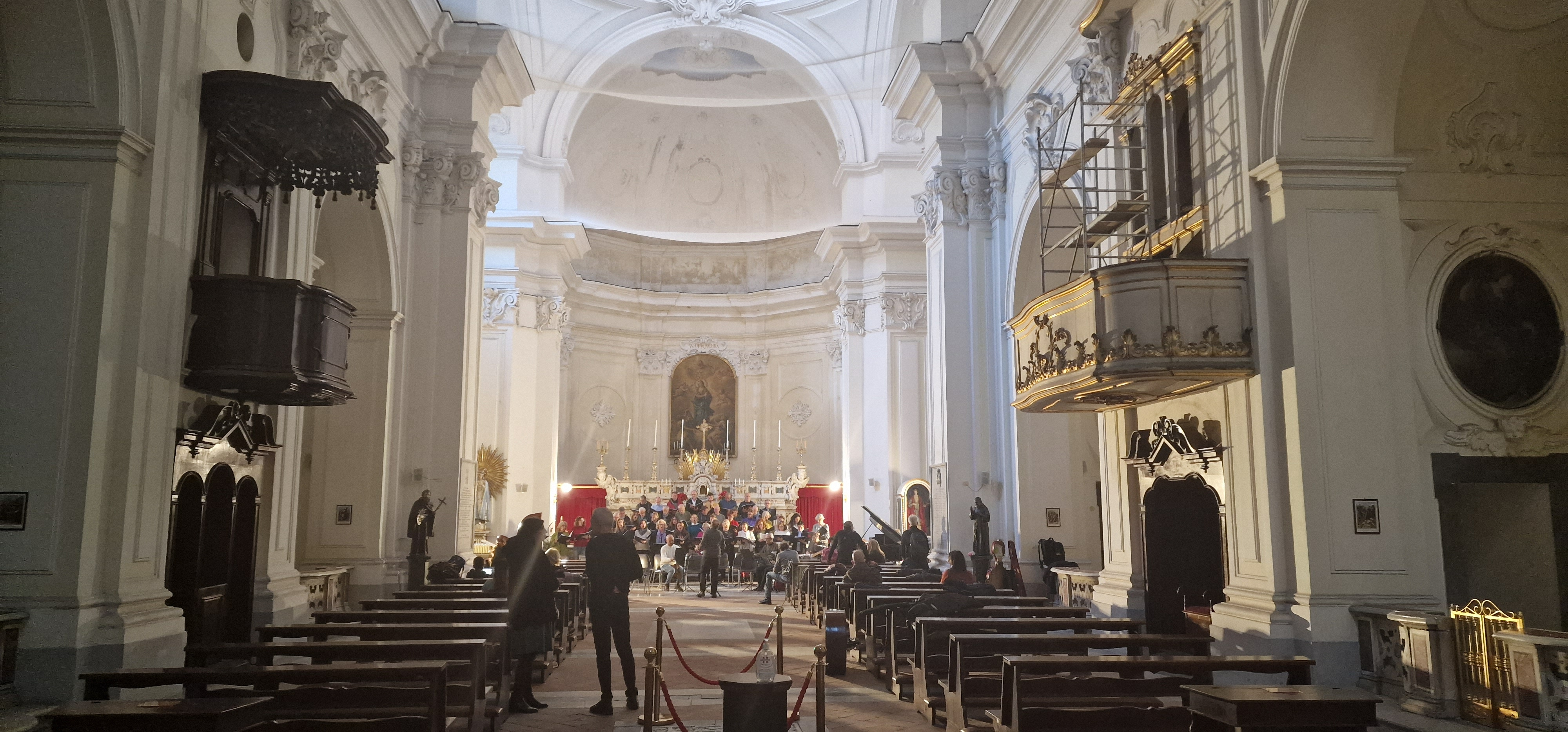
Interno

La iglesia de la Concezione al Chiatamone (o la Crocelle, como se la llama popularmente) es una iglesia del siglo XVII de Nápoles, situada en la via Chiatamone. Casi nunca está abierta.

## Historia
Fue construida en el XVII gracias a donaciones de los ciudadanos y en particular de la noble Giulia della Castella. En las décadas siguientes sufrió renovaciones y ampliaciones, mientras que en el siglo XIX, bajo dominio francés, el convento fue suprimido y reabierto en 1821.
Su nombre deriva del hecho de que los frailes que allí vivían pertenecían a la orden Crociferi.

## Descripción
Tiene una fachada barroca de Bartolomeo Vecchione, articulada en la parte inferior por pilastras compuestas (tres a cada lado), mientras que el segundo orden está salpicado de pilastras con un gran ventanal en el centro rematado por una decoración de estuco.
En el interior, de cruz latina y nave única con capillas laterales y crucero, se encuentran pinturas de Paolo De Matteis (enterrado en esta iglesia), Nicola Malinconico y Antonio Sarnelli. También destacan un crucifijo de Giovanni Bernardino Azzolino y el monumento funerario de John Chetwode Eustace (de estilo neoclásico).